# Gare de Kazan
La gare de Kazan (en russe : Казанский вокзал, Kazanski vokzal) est l'une des neuf gares ferroviaires de Moscou. Elle se trouve sur la place Komsomolskaïa, dite place des Trois-Gares, du fait de sa proximité avec la gare de Iaroslavl et la gare de Léningrad.

## Histoire
Alexeï Chtchoussev a conçu les plans de cette gare qui reçoit ce nom d'après la ville de Kazan. Elle s'appelait avant 1894, la gare de Riazan. La gare de Kazan a été construite entre 1862 et 1864, reconstruite par Chtchoussev entre 1913 et 1926, puis restaurée et agrandie entre 1987 et 1997.
La tour principale de la gare reproduit la tour à gradin du Kremlin de Kazan (La tour Söyembikä). C'est un édifice de style néo-russe qui témoigne de la grande maîtrise  des techniques auxquelles les architectes de l'ancienne Russie avaient recours. Mais en même temps  A. Chtchoussev  a résolu l'aménagement fonctionnel de manière tout à fait rationnelle. L'architecte a proposé de doter l'intérieur de la gare de peintures monumentales. Tous les peintres de l'époque attirés par l'Art nouveau préparèrent des cartons. Mais le projet ne se réalisa pas à l'exception du plafond  du restaurant de la gare qui a été peint au cours des années 1930 par Eugène Lanceray.

## Service des voyageurs

### Desserte
La gare dessert les villes du sud-ouest de la Russie européenne, ainsi que Nijni Novgorod et les grandes villes de l'est russe vers la Sibérie. C'est le point de départ d'une des branches du Transsibérien.